# Malleco Unido
Club de Deportes Malleco Unido – chilijski klub piłkarski z siedzibą w mieście Angol leżącym w regionie Araukania.

## Osiągnięcia
- Mistrz trzeciej ligi chilijskiej (Copa CCU): 1985–1986